# Octave Join-Lambert
Pour les articles homonymes, voir Join-Lambert.
Octave Join-Lambert né à Livet-sur-Authou (Eure) le 4 juin 1870 et mort à Méhoudin (Orne) le 1er janvier 1956, est un archéologue et peintre français.

## Biographie
Né dans une famille de banquiers (familles Lefebvre, voir son ancêtre Jacques Lefebvre, et Gaillard, voir Hôtel Gaillard où se trouve le portrait qu'il fait d'Emile Gaillard), d'historiens (Rondeaux, Join-Lambert), d'hommes politiques (dont Jean-Baptiste Rondeaux) d'amateurs d'art et d'artistes (dont son cousin l'écrivain André Gide), Octave Join-Lambert est le fils d'Arthur Join-Lambert et le frère d'André Join-Lambert. Il est admis à l'École des chartes en 1890, où il soutient une thèse sur les monuments religieux de l'ancien diocèse de Meaux.
Il est membre de l'École française de Rome de 1895 à 1898 où il mène principalement une recherche sur les châteaux de Frédéric II en Sicile.
Il se marie en 1903 avec Marie Lacave-Laplagne, sœur de Paul Lacave-Laplagne-Barris. Ils ont cinq enfants.
En 1917, il restaure le domaine de Monceaux à Méhoudin (Orne) et reconstruit le château. L'architecte est François-Benjamin Chaussemiche, connu à Rome alors que celui-ci était pensionnaire de l'Académie de France. Ils ont mené ensemble avec Emile Bertaux un grand projet éditorial sur les châteaux de Frédéric II en Italie du Sud et en Sicile. Son séjour de 3 ans en Italie est décisif pour comprendre la trajectoire artistique et scientifique d'Octave Join-Lambert.
Comme artiste, Octave Join-Lambert a produit environ 300 œuvres (principalement portraits, monuments et paysages), dessins, tableaux, poteries et céramiques.

## Publications

### Majeures
- Étude sur l’architecture religieuse aux XIe et XIIe siècles dans l’ancien diocèse de Meaux. Paris 1895 (thèse de l'École nationale des chartes, inédit).
- La vallée d’Ossau. Éd. Philippe Join-Lambert – Edme Jeanson. Pampelune : imp. Castuera Industrias Gràficas, 2001, 118 p.
- Octave Join-Lambert, 1870-1956. Dessins - Peintures - Céramiques. Sous la dir. de Sophie Join-Lambert. Mauguio: imp. Pure-Impression, 2012, 111 p. 246 ill.

### Petites études
- À propos de l’abbaye de San Galgano, in Mélanges d’Archéologie et d’Histoire 16 (1896) [10 p.].
- Notes sur l’art français et l’art italien au Moyen Âge, in Mélanges d’Archéologie et d’Histoire 20 (1900) 23–42.
- Le palais épiscopal de Meaux, à propos d'un récent article, in Bulletin monumental (1901).
- Promenade autour d’un livre. L’Histoire de l’Abbaye du Bec du Chanoine Porée. Brionne : Imprimerie-librairie E. Amelot, 1902, 31 p.
- En Sicile, guide du savant et du touriste. Sous la dir. Louis Olivier. Paris 1902. [nombreuses notices rédigées par Octave JL]. Texte numérisé par l’université d’Ottawa et disponible sur Internet
- Gustave Flaubert, La légende de Saint Julien l’hospitalier. Préface d’Octave Join-Lambert. Paris, Aux dépens de la Société normande du livre illustré, 1906.